# Thomas Robinson, II barone Grantham
Thomas Robinson, II barone Grantham (Vienna, 30 novembre 1738 – Londra, 20 luglio 1786), è stato un politico inglese.

## Biografia
Era il figlio di Thomas Robinson, I barone Grantham, ambasciatore britannico in Austria, e di sua moglie, Frances Worsley, figlia di Thomas Worsley. Studiò alla Westminster School e al Christ's College di Cambridge.

## Carriera politica
Grantham entrò in parlamento come deputato per Christchurch, nel 1761, e successe al titolo nobiliare nel 1770. Nello stesso anno è stato nominato al Consiglio privato. Nel 1771 fu inviato come ambasciatore britannico in Spagna e ha mantenuto questo incarico fino scoppiò la guerra tra la Gran Bretagna e la Spagna nel 1779. È stato Presidente del Board of Trade (1780-1782) e segretario degli esteri (1782-1783) sotto Lord Shelburne.

## Matrimonio
Sposò, il 17 agosto 1780, Lady Mary Jemima Yorke (1757-1830), figlia di Philip Yorke, II conte di Hardwicke e Jemima Yorke, II marchesa Grey. Ebbero due figli:
- Thomas de Grey, II conte de Grey (8 dicembre 1781-14 novembre 1859)
- Frederick John Robinson (1º novembre 1782-28 gennaio 1859)

## Morte
Morì a Londra il 20 luglio 1786, all'età di 47 anni.